# Berberidopsidaceae
Berberidopsidaceae, manja biljna porodica u redu Berberidopsidales, kojoj pripadaju samo tri vrsta s dva roda. Rod Berberidopsis po kojem su porodica i red dobili ime raširen je po Australiji (Berberidopsis beckleri) i Čileu (Berberidopsis corallina), Drugi rod je monotipski, a jedina vrsta je Streptothamnus moorei iz Queensland i Novog Južnog Walesa).

## Rodovi
1. Genus Berberidopsis Hook. f., 2 spp
2. Genus Streptothamnus F. Muell.,  1 spp